# مارتین کامینسکی
مارتین کامینسکی (زاده ۱۵ ژانویهٔ ۱۹۹۲) بازیکن فوتبال اهل کشور لهستان است.
وی سابقه ۷ بازی ملی برای تیم ملی فوتبال لهستان در کارنامه دارد، همچنین پست تخصصی او، دفاع است.